# Orthocladius telochaetus
Orthocladius telochaetus är en tvåvingeart som beskrevs av Langton 1985. Orthocladius telochaetus ingår i släktet Orthocladius, och familjen fjädermyggor. Arten har ej påträffats i Sverige.